# The Waste Lands
The Wastelands е осми студиен албум на британската хевиметъл група Venom, издаден през 1992 г. Последен с Тони „Унищожителя“ Долан и последният преди събирането на класическия състав на групата от първите четири албума.

## Състав
- Тони „Унищожителя“ Долан – вокали, бас
- Мантас – китара
- Стиви Уайт – китара
- Абадон – барабани